# Comuna Dragoslavele, Argeș
Dragoslavele este o comună în județul Argeș, Muntenia, România, formată din satele Dragoslavele (reședința) și Valea Hotarului.

## Așezare
Comuna se află în marginea nord-estică a județului, la limita cu județele Brașov și Dâmbovița, la poalele Munților Leaota, pe malurile Dâmboviței. La nord și nord-est se învecinează cu comunele Rucăr și Dâmbovicioara, la sud cu comuna Stoenești, iar la vest cu comuna Valea Mare Pravăț. Este străbătută de șoseaua națională DN73, care leagă Piteștiul de Brașov. La Dragoslavele, din acest drum se ramifică șoseaua județeană DJ725, care duce spre sud la Stoenești (unde se termină în DN72A).

## Demografie
Componența etnică a comunei Dragoslavele
     Români (66,37%)
     Romi (23,32%)
     Alte etnii (0,04%)
     Necunoscută (10,27%)
Componența confesională a comunei Dragoslavele
     Ortodocși (82,54%)
     Creștini după evanghelie (5,05%)
     Alte religii (1,82%)
     Necunoscută (10,59%)
Conform recensământului efectuat în 2021, populația comunei Dragoslavele se ridică la 2.474 de locuitori, în scădere față de recensământul anterior din 2011, când fuseseră înregistrați 2.613 locuitori. Majoritatea locuitorilor sunt români (66,37%), cu o minoritate de romi (23,32%), iar pentru 10,27% nu se cunoaște apartenența etnică. Din punct de vedere confesional, majoritatea locuitorilor sunt ortodocși (82,54%), cu o minoritate de creștini după evanghelie (5,05%), iar pentru 10,59% nu se cunoaște apartenența confesională.

### Evoluția populației
| Anul | Populație | Evoluție |
| ---- | --------- | -------- |
| 1992 | 2,911     |          |
| 2002 | 2,549     | -12.4%   |
| 2011 | 2,613     | 2.5%     |
| 2022 | 2,474     | -5.3%    |

## Politică și administrație
Comuna Dragoslavele este administrată de un primar și un consiliu local compus din 11 consilieri. Primarul, Ion Băcioiu[*], de la Partidul Național Liberal, este în funcție din 2016. Începând cu alegerile locale din 2024, consiliul local are următoarea componență pe partide politice:
|  | Partid                                     | Consilieri | Componența Consiliului | Componența Consiliului | Componența Consiliului | Componența Consiliului |
|  | ------------------------------------------ | ---------- | ---------------------- | ---------------------- | ---------------------- | ---------------------- |
|  | Partidul Național Liberal                  | 4          |                        |                        |                        |                        |
|  | Partidul Social Democrat                   | 3          |                        |                        |                        |                        |
|  | Partidul Național Țărănesc Maniu-Mihalache | 1          |                        |                        |                        |                        |
|  | Uniunea Salvați România                    | 1          |                        |                        |                        |                        |
|  | Partida Romilor „Pro Europa”               | 1          |                        |                        |                        |                        |
|  | Partidul Mișcarea Populară                 | 1          |                        |                        |                        |                        |

## Istorie
Într-un privilegiu comercial ce confirma relațiile cu Brașovul, la 20 ianuarie 1368, Vladislav I, domn al Țării Românești și Ban al Severinului, cunoscut și sub numele de Vlaicu Vodă, amintea că negustorii plăteau „vamă la Câmpulung, sau lângă". În sec. al XV-lea, în 1413, Mircea Cel Mare reînnoiește vechile vămi și târguri de la Câmpulung și menționează „vama de la Dâmbovița". Numele este amintit în documente din arhiva Brașovului, iar într-un document din 1451 Vladislav al II-lea se referă la Dragoslavele și Rucăr. În 1510, Vlad voievod scrie despre "schilerii" din Dragoslavele.
Nicolae Iorga situa Posada în zona Dragoslavele-Bran și aprecia că pe aici au trecut la 1330 oștile lui Carol Robert. Tot pe aici se pare că a venit la 1395 regele Sigismund care, după ce "a dat un act lângă satul ce-i zice Câmpulung", a fost bătut în luptă, conform aceluiași istoric, de trupele lui Vlad–Vodă.
În documentele din sec. XVII-lea, se arată că dragoslavenii erau însărcinați cu paza graniței, aveau proprietăți și în afara hotarelor satului, iar locuitorii erau scutiți de dări prin hrisoave domnești.
Pe la 1641-1642 au venit din zona Hațegului locuitori noi, numiți rudari, adică aurari. Termenul de „rudar" provine din cuvântul slav "ruda" = stâncă (auriferă).
Tot în sec. al XVII-lea, Vintilă Vornicul i-a „rumânit" pe locuitorii asezării dar, prin mijlocirea lui Matei Basarab, aceștia s-au răscumparat cu 3.000 de galbeni. Crucea de piatră din centrul localității, cruce din 1642, consfințește acest eveniment, iar la 1647 același voievod menționează la 10 aprilie "vama domnească de la schela Rucărului și a Dragoslavelor", aceasta din urmă având sub ascultare încă 12 sate "până la Cotenești, Nucșoara, Slănic, Albești, Lerești sau Nămăiești".
La sfârșitul secolului al XIX-lea, comuna făcea parte din plaiul Dâmbovița al județului Muscel și era formată doar din satul de reședință, cu 1.104 locuitori. În comună funcționau două biserici și o școală. Anuarul Socec din 1925 o consemnează în aceeași plasă, având 1.864 locuitori în satele Dragoslavele și Valea Caselor și în cătunele Fundata și Lunca Gârții.
În timpul celui de-al doilea război mondial, Dragoslavele a fost loc de refugiu pentru mareșalul polonez Edward Rydz-Śmigły, la momentul respectiv Comandant Suprem și Inspector General al armatelor poloneze, considerat „al doilea om în stat după Președinte”. Pe 7 septembrie 1939, împreună cu cea mai mare parte a guvernului, a părăsit Varșovia care era atacată de Germania nazistă, iar zece zile mai târziu, când forțele sovietice au atacat Polonia dinspre est, realizând că lupta împotriva celor doi agresori este imposibilă, Śmigły-Rydz a ordonat trupelor poloneze să se retragă către România, evitând lupta cu Armata Roșie. După ce a reușit să evite capturarea sa de către trupele germane sau sovietice, Śmigły-Rydz a trecut în România pe 18 septembrie 1939, împreună cu guvernul, tezaurul polonez și rămășițele armatei. În timpul exilului său în România, Rydz-Śmigły a fost internat oficial în vila de vară a Patriarhului Miron Cristea din Dragoslavele, de unul dintre prietenii săi, fostul prim-ministru român Armand Călinescu, dar a rămas liber. Mareșalul polonez a fost cazat în vila patriarhală din Dragoslavele până la 10 decembrie 1940, când a fugit, a traversat clandestin frontierele cu Ungaria și Slovacia, întorcându-se în Polonia.
În 1950, comuna a fost transferată raionului Muscel din regiunea Argeș. În 1968, a trecut la județul Argeș.

## Monumente istorice

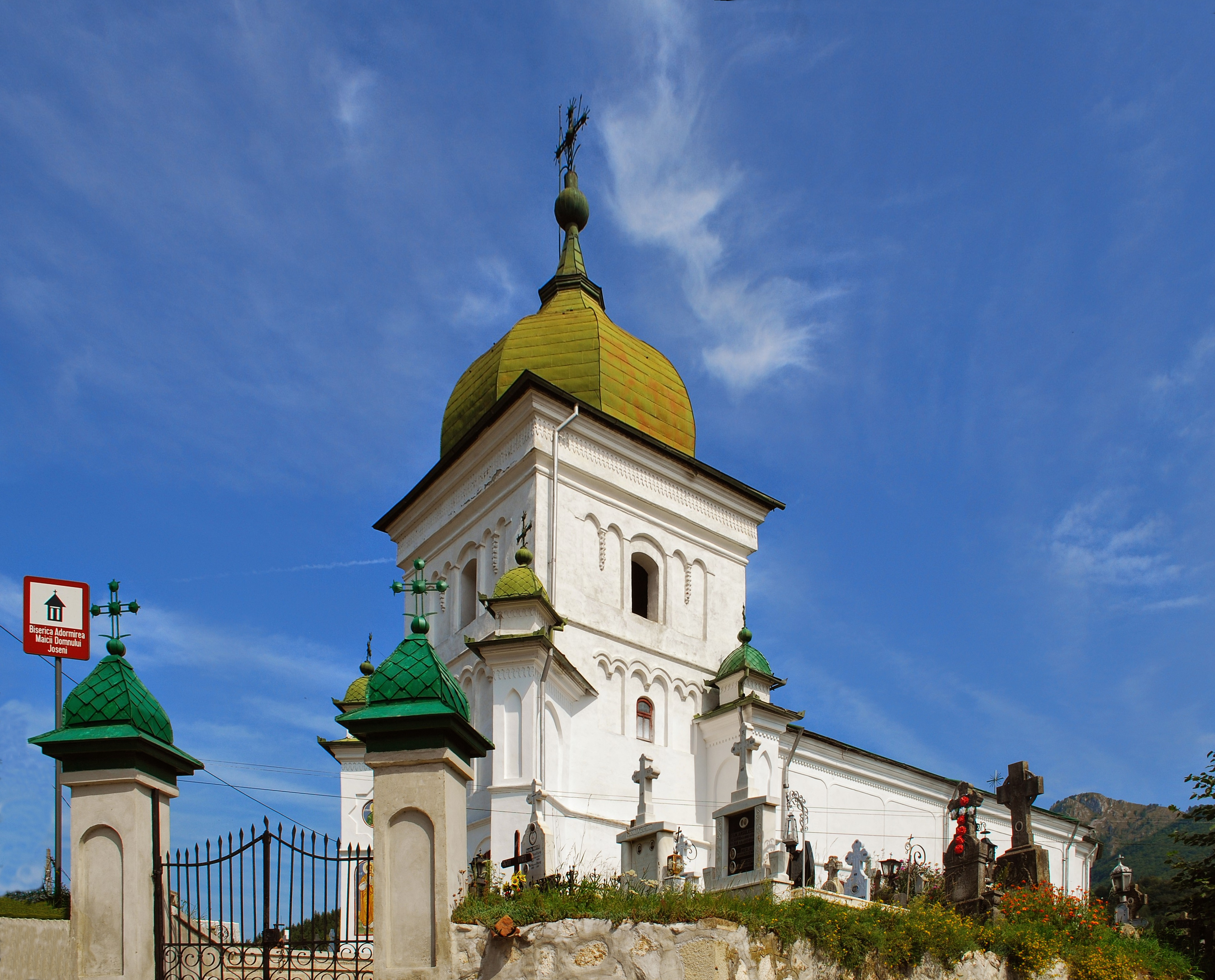
Biserica „Adormirea Maicii Domnului”-Joseni, monument istoric

În comuna Dragoslavele se află trei monumente istorice de arhitectură de interes național: biserica de lemn „Sfântul Gheorghe” a schitului Dragoslavele (sfârșitul secolului al XVII-lea, strămutată în 1949); biserica „Adormirea Maicii Domnului”-Joseni (1661); și biserica „Înălțarea Domnului”-Suseni (1745). Tot de interes național sunt considerate a fi și șapte cruci de piatră clasificate ca monumente memoriale sau funerare: cele două cruci de piatră ale lui Lupu Vameșul (una din 1692 aflată în zidul curții Dima de la nr. 590, și alta din 1716 aflată pe dreapta șoselei spre Rucăr); crucea lui Coman Pârcălabul (1724) aflată pe șoseaua Târgoviștei în „Valea Năcii” în troiță nouă; cea de pe „Dealul Naca” în cimitirul creștin după evanghelie (1674); cea din zidul casei Dumitru Arsu; cea din centru din fața casei nr. 162 (ambele din 1632–1654); și cea de pe zidul de incintă al bisericii „Înălțarea Domnului”-Suseni (1665).
În rest, alte patru obiective din comună sunt incluse în lista monumentelor istorice din județul Argeș ca monumente de interes local, toate aflate în satul Dragoslavele: casa Catrinescu (1848), casa Ologel (1880), școala (1886) și ansamblul reședinței patriarhale, cu casa veche, anexele, parcul (toate trei din 1930) și casa nouă (1935).

## Educație
Pe raza comunei funcționează trei grădinițe: una în satul Valea Hotarului și două în satul Dragoslavele cu 73 preșcolari în total, două școli primare în fiecare sat, cu 74, respectiv 52 elevi și o școală gimnazială cu 126 elevi, la acestea desfășurându-și activitatea un număr de 5 educatori și 18 cadre didactice.

## Personalități
- Ioan Răuțescu (1892 - 1974), preot, monografist istoric;
- Gheorghe Butoiu (n. 1868), fotbalist.